# Acuhiro Miura
Acuhiro Miura (japonsky: 三浦 淳寛, * 24. července 1974) je bývalý japonský fotbalista.

## Reprezentace
Acuhiro Miura odehrál 25 reprezentačních utkání. S japonskou reprezentací se zúčastnil letních olympijských her 2000.

## Statistiky
| Japonsko | Japonsko | Japonsko |
| Roky     | Záp.     | Góly     |
| -------- | -------- | -------- |
| 1999     | 5        | 1        |
| 2000     | 8        | 0        |
| 2001     | 3        | 0        |
| 2002     | 0        | 0        |
| 2003     | 1        | 0        |
| 2004     | 6        | 0        |
| 2005     | 2        | 0        |
| Celkem   | 25       | 1        |